# Aeroportul Mobile Downtown
Aeroportul Mobile Downtown (IATA: BFM, ICAO: KBFM, FAA LID: BFM) este un aeroport din Alabama, Statele Unite ale Americii ce deservește zona Mobile. Aeroportul a fost tranzitat în 2019 de 45.704 pasageri. A fost numit după zona deservită.
Situat la o altitudine de 8 m, aeroportul dispune de 2 piste.

## Infrastructură

### Piste
Aeroportul dispune de 2 piste. Pista 14/32 are suprafața de asfalt și dimensiunile 9.618 picioare × 150 picioare. Pista 18/36 are suprafața de asfalt și dimensiunile 7.800 picioare × 150 picioare. 